# Monte Buke Levu
El monte Buke Levu es la mayor elevación de la isla de Kadavu en Fiyi. Tiene una altura de 838 m s. n. m.